# Поланд (Мен)
Поланд (англ. Poland) — місто (англ. town) в США, в окрузі Андроскоґґін штату Мен. Населення — 5906 осіб (2020).

## Демографія
Згідно з переписом 2010 року, у місті мешкало 5376 осіб у 2140 домогосподарствах у складі 1581 родини. Було 2679 помешкань
Расовий склад населення:
| - 97,4 % — білих - 0,4 % — чорних або афроамериканців - 0,4 % — азіатів - 0,3 % — корінних американців |

До двох чи більше рас належало 1,3 %. Частка іспаномовних становила 0,6 % від усіх жителів.
За віковим діапазоном населення розподілялося таким чином: 22,2 % — особи молодші 18 років, 65,6 % — особи у віці 18—64 років, 12,2 % — особи у віці 65 років та старші. Медіана віку мешканця становила 43,4 року. На 100 осіб жіночої статі у місті припадало 100,1 чоловіків;  на 100 жінок у віці від 18 років та старших — 99,9 чоловіків також старших 18 років.
Середній дохід на одне домашнє господарство  становив 69 896 доларів США (медіана — 64 297), а середній дохід на одну сім'ю — 71 969 доларів (медіана — 66 374). Медіана доходів становила 43 618 доларів для чоловіків та 31 660 доларів для жінок. За межею бідності перебувало 8,9 % осіб, у тому числі 18,3 % дітей у віці до 18 років та 0,0 % осіб у віці 65 років та старших.
Цивільне працевлаштоване населення становило 2955 осіб. Основні галузі зайнятості: освіта, охорона здоров'я та соціальна допомога — 28,5 %, роздрібна торгівля — 11,4 %, виробництво — 9,5 %, мистецтво, розваги та відпочинок — 8,4 %.